# Арнолдо Дзоки
Арналдо Дзоки (също и Цоки) (на италиански: Arnaldo Zòcchi) (известен и като Арнолдо) е прочут италиански скулптор, роден е на 20 септември 1862 г. във Флоренция. По-известни негови произведения са статуята на Колумб в Буенос Айрес, на Гарибалди в Болоня, на свети Франциск Асизки в Кайро. В София се намира статуя на Александър ІІ, наречен още Цар Освободител, дело на Арналдо Дзоки.
В България изработва монументалната конна статуя на Цар Освободител в София след спечелен конкурс (1901 – 1907 г.). Автор е и на бронзови скулптурни творби на паметници в Севлиево (1894), Русе (1908), Ловеч, Оряхово, Дряновския манастир и скулптурен фонтан в Пловдив. Автор е на Паметник на Скърбящия воин във Видин.
Умира на 17 юли 1940 г. в Рим.

## Галерия
- Паметник на Цар Освободител, София
- Паметник на Свободата, Русе
- Монумент на падналите за Свободата в Дряновския манастир
- Паметник на Свободата, Севлиево
- Паметник на Свободата, Оряхово
- Фонтанът на Деметра в Пловдив
- Статуя на Христофор Колумб в Буенос Айрес
- Паметник на Гарибалди в Болоня